# Olivier Meslay
Olivier Meslay, né en 1956 à Rabat, est un conservateur de musée français. Il est le directeur du Clark Art Institute à Williamstown (Massachusetts, États-Unis).

## Biographie
Après des études à la Sorbonne et à l'École du Louvre, il travaille de 1983 à 1991 à la galerie Charles et André Bailly, sur le quai Voltaire à Paris.
Diplômé de l’Institut national du patrimoine en 1993, il rentre la même année au département des peintures du musée du Louvre, comme chargé des peintures britanniques et américaines, puis des peintures espagnoles. De septembre 2000 à juin 2001, il est pensionnaire au Clark Art Institute à Williamstown, Massachusetts. De retour au musée du Louvre, il est chargé du projet du Louvre Atlanta (2003-2006) puis du projet du Louvre-Lens (2006-2009) ; il enseigne aussi à l'École du Louvre la peinture britannique (1997-2000) puis la peinture américaine (2003-2006).
En 2009, il part au Dallas Museum of Art comme Senior curator for European and American Art, après avoir passé seize ans au Louvre. En 2011, il assume l'intérim de la direction du musée puis devient en 2012 Associate director for curatorial affairs. Au Dallas Museum of Art,
En 2016, il devient le cinquième directeur du Clark Art Institute à Williamstown, Massachusetts.

## Publications

### Articles
- Avec Michel Baridon, Penelope Curtis et Richard Thomson, « « Crossing the Channel »… », Perspective, 2 | 2007, 251-260 [mis en ligne le 31 mars 2018, consulté le 31 janvier 2022. URL : http://journals.openedition.org/perspective/3808 ; DOI : https://doi.org/10.4000/perspective.3808].